# Poimenesperus albomaculatus
Poimenesperus albomaculatus là một loài bọ cánh cứng trong họ Cerambycidae.